# مراسم خاکسپاری

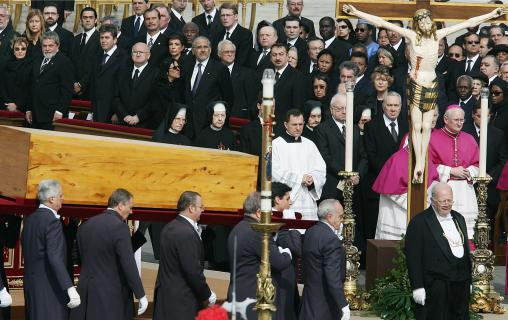
مراسم خاک‌سپاری ژان پل دوم

مراسم خاکسپاری عملی‌ست که معمولاً توسط نزدیکان فرد مرده جهت برگزاری آخرین یادبود وی صورت می‌گیرد. این عمل بیشتر در میان معتقدان به ادیان الهی رواج داشته و اسلام و مسیحیت و یهودیت هر یک شیوه‌های گوناگونی برای این عمل دارند. مراسم خاک‌سپاری یکی از آیین‌های کهن بشری‌ست و قدمتی بیش از ۳۰۰٬۰۰۰ سال در بین انسان مدرن و هوشمند دارد.